# Marseillan (Hérault)
Marseillan é uma comuna francesa na região administrativa de Occitânia, no departamento de Hérault. Estende-se por uma área de 51,71 km². Em 2010 a comuna tinha 7 889 habitantes (densidade: 152,6 hab./km²).

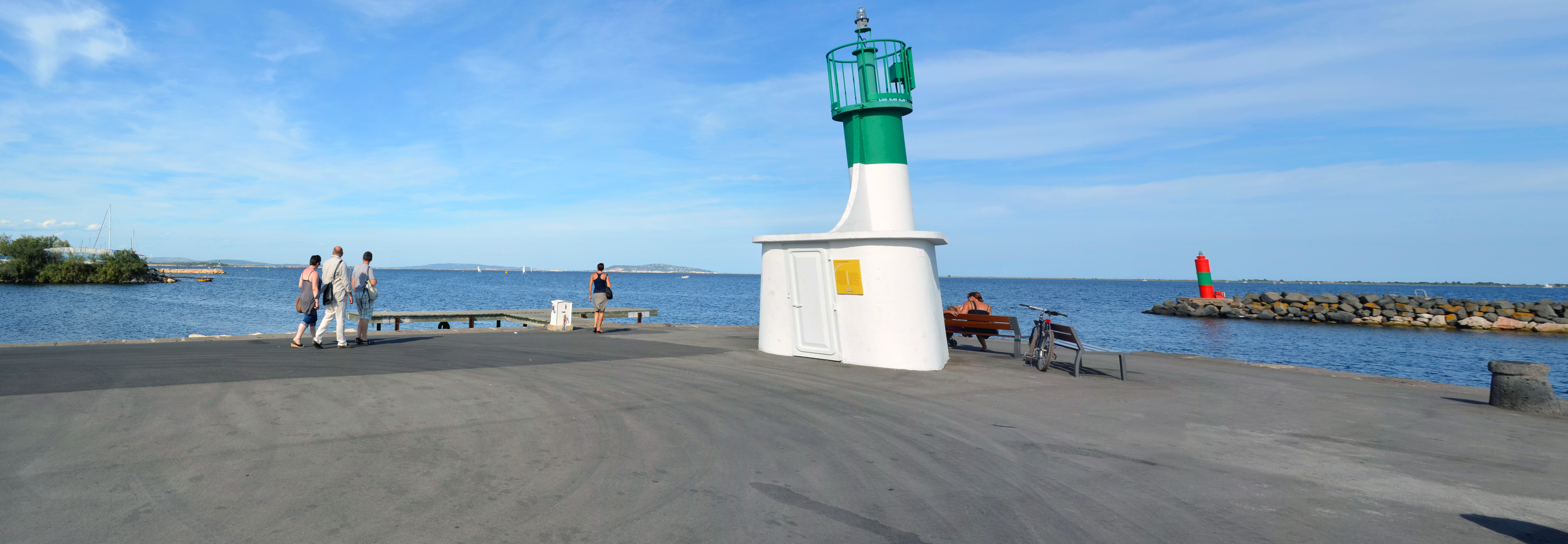
Panorama do porto de Marseillan